# Hans-Joachim Münzel
Hans-Joachim Münzel (* 24. Mai 1903; † unbekannt) war ein deutscher Verwaltungsjurist.

## Werdegang
Nach Promotion an der Rechts- und staatswissenschaftlichen Fakultät der Universität Göttingen trat er 1929 in den Postdienst der Reichspost ein. 1940 wurde er Präsident der Reichspostdirektion Königsberg: Seine berufliche Laufbahn wurde ab 1944 durch Kriegsdienst und Gefangenschaft unterbrochen. Nach Heimkehr war er von 1946 bis 1951 in der Privatwirtschaft tätig, dann im Posttechnischen Zentralamt in Darmstadt. 1952 wechselte er in das Bundesministerium für das Post- und Fernmeldewesen und war dort zunächst in der Abteilung III (Personalwesen) Verbindungsreferent zum Bundesbeauftragten für Wirtschaftlichkeit in der Verwaltung, von 1954 bis 1956 Leiter des Referats III V (Verbindung zum Bundesbeauftragten für Wirtschaftlichkeit in der Verwaltung) und ab Mai 1955 zudem (Sonderaufträge, grundsätzliche Fragen aus dem Besoldungsrecht). 1956 wurde er zum Präsidenten der Oberpostdirektion Stuttgart ernannt. 1968 trat er in den Ruhestand.

## Ehrungen
- 1968: Großes Verdienstkreuz der Bundesrepublik Deutschland